# Tumba de Gengis Kan

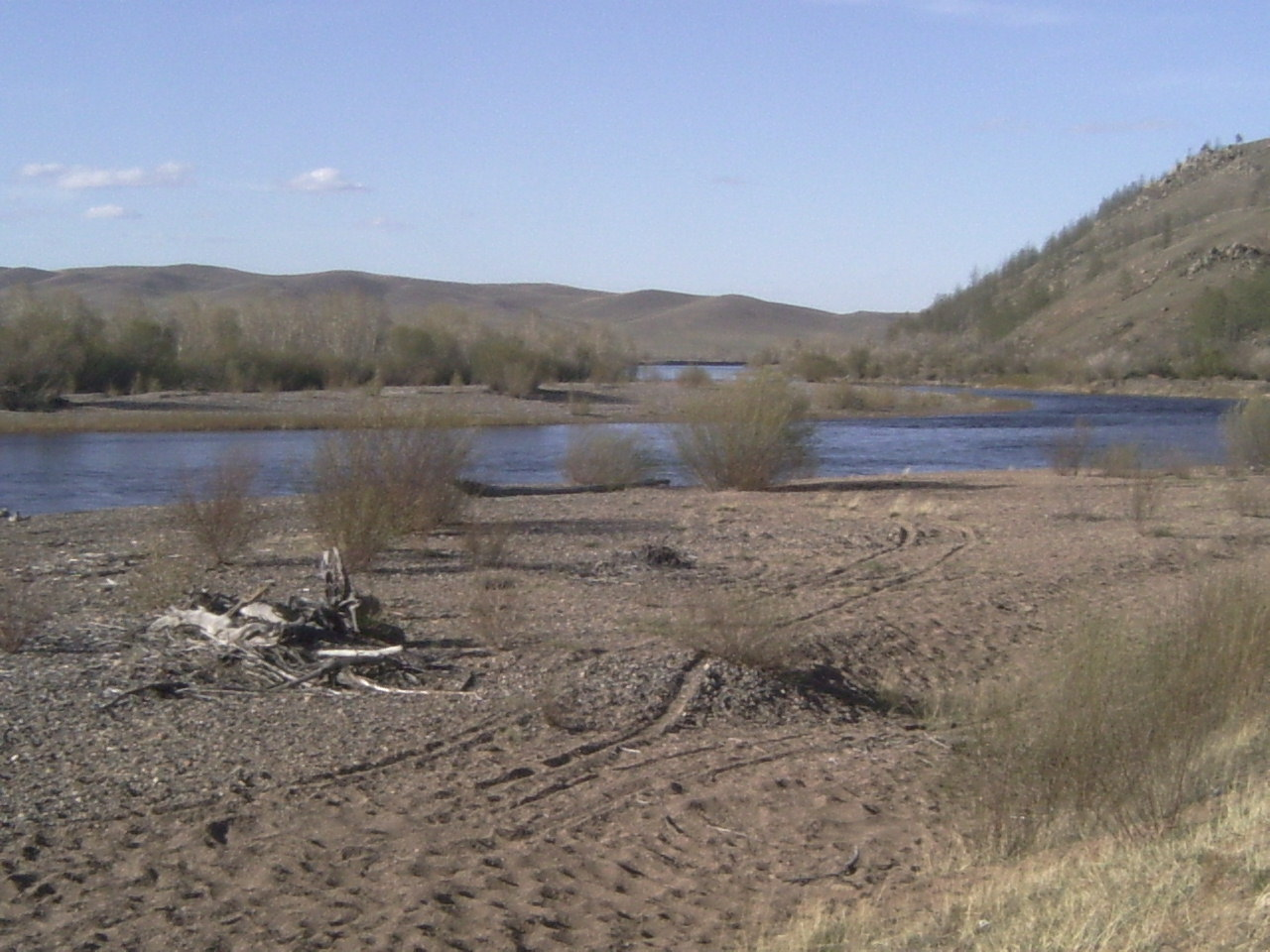
El río Onon, Mongolia en otoño, un sitio donde nació y creció Temüjin.

La ubicación de la Tumba de Genghis Khan (fallecido el 18 de agosto del año 1227) ha sido objeto de mucha especulación e investigación. El sitio permanece sin descubrir.

## Registros históricos
El máximo gobernante mongol Genghis Khan pidió ser enterrado sin marcas o cualquier signo. Después de su muerte, su cuerpo fue devuelto a Mongolia y presumiblemente a su lugar de nacimiento en Khentii Aimag, donde muchos suponen que está enterrado en algún lugar cerca del río Onon. Según una leyenda, la escolta funeraria mató a cualquiera y todo el que se cruzó en su camino, para ocultar dónde fue finalmente enterrado. Después de que se completó la tumba, los esclavos que la construyeron fueron masacrados, y luego los soldados que los mataron también fueron asesinados. El mausoleo de Gengis Kan es su memorial, pero no su lugar de enterramiento. El folklore dice que un río fue desviado sobre su tumba para que fuera imposible encontrarla (haciendo eco de la manera de entierro del rey sumerio Gilgamesh, de Uruk, o del líder visigodo Alarico). Otros relatos afirman que su tumba fue pisoteada por muchos caballos, que luego se plantaron árboles sobre el sitio, y que el permafrost también jugó su papel en el escondite del lugar de enterramiento. El Erdeni Tobchi (1662) afirma que el ataúd de Genghis Khan pudo haber estado vacío cuando llegó a Mongolia. De manera similar, el Altan Tobchi (1604) sostiene que solo su camisa, tienda y botas fueron enterradas en el Ordos. (Ratchnevsky, p. 143f.). Turnbull (2003, p. 24) cuenta otra leyenda que la tumba fue redescubierta 30 años después de la muerte de Genghis Khan. Según este relato, un joven camello fue enterrado con el Khan, y la madre del camello fue encontrada más tarde llorando en la tumba de su cría.
Marco Polo escribió que, incluso a finales del siglo XIII, los mongoles no sabían la ubicación de la tumba. La Historia secreta de los mongoles tiene el año de la muerte de Genghis Khan, pero no hay información sobre su entierro. En los "Viajes de Marco Polo", escribe que "ha sido una costumbre invariable, que todos los grandes kanes y los jefes de la raza de Genghis-khan deben ser llevados para enterrar a una cierta montaña elevada llamada Altaï, y en cualquiera que sea el lugar en el que puedan morir, aunque debería estar a la distancia de un viaje de cien días, sin embargo, son trasladados allí".
Marco Polo escribe sobre la muerte de Genghis Khan:

Pero al final de esos seis años se enfrentó a cierto castillo que se llamaba CAAJU, y allí recibió un disparo con una flecha en la rodilla, de modo que murió. Fue una gran pena, porque era un hombre valiente y muy sabio.
Marco Polo , Los viajes de Marco Polo , libro 1, capítulo 50

Otras fuentes nombran el área de la montaña Burkhan Khaldun como su lugar de enterramiento (aproximadamente 48.5 ° N 108.7 ° E). El área cerca de Burkhan Khaldun se llamaba Ikh Khorig, o Gran Taboo. Esta área de 240 kilómetros cuadrados fue sellada por los mongoles, y la invasión fue castigada con la pena de muerte. Solo en los últimos veinte años el área ha estado abierta a los arqueólogos occidentales .
De acuerdo con la tradición de la dinastía Yuan, la parte del imperio mongol que gobernaba China, todos los grandes kanes de los mongoles están enterrados alrededor del área de la tumba de Genghis Khan. El nombre del sitio en chino era valle de Qinian ( 輦 谷 ). Sin embargo, la ubicación concreta del valle nunca se menciona en ningún documento.

## Búsqueda
Hubo rumores sobre un estandarte que contenía pistas sobre el sitio que habían sido retirados por los soviéticos de un monasterio budista en 1937, y rumores sobre una maldición que llevó a la muerte de dos arqueólogos franceses (comparable a la maldición de la tumba de Tamerlan, Gur -e Amir).
El 6 de octubre de 2004, se descubrió el palacio de Genghis Khan, lo que podría permitir encontrar su lugar de enterramiento.
El arqueólogo aficionado Maury Kravitz dedicó 40 años de su vida a la búsqueda de la tumba. En un relato de un jesuita francés del siglo XV, encontró una referencia a una batalla temprana en la que Genghis Khan, en el momento todavía conocido como Temüjin, obtuvo una victoria decisiva. Según esta fuente, seleccionó la confluencia de los ríos Kherlen y "Bruchi", con Burkhan Khaldun sobre el hombro derecho, y después de su victoria, Temüjin dijo que este lugar sería su favorito para siempre. Kravitz, convencido de que la tumba de Temüjin estaría cerca de ese campo de batalla, intentó encontrar el río "Bruchi", que resultó ser desconocido para los cartógrafos. Él, sin embargo, descubrió un topónimo; "Baruun Bruch" ("Bruch ") en el área en cuestión y desde 2006 estuvo realizando excavaciones allí, aproximadamente a 100 km al este del Burkhan Khaldun (48 ° N 110 ° E , el área más amplio de Bayanbulag ). Maury Kravitz murió en el año 2012, sin encontrar la tumba.
Albert Yu-Min Lin lidera un esfuerzo de crowdsourcing internacional: el Proyecto del Valle del Khan intenta descubrir la tumba de Genghis Khan que supuestamente utiliza tecnología no invasiva en esta área. Su equipo utiliza plataformas tecnológicas para la detección remota terrestre, aérea y satelital. Su protección de una región de Mongolia a través de la investigación le valió el premio a la "Aventura del año de los lectores 2010 de la revista National Geographic Adventure".
En enero de 2015, la Universidad de California en San Diego organizó un proyecto pidiendo a cualquier persona interesada que etiquetara los sitios potenciales del entierro a través de imágenes tomadas desde el espacio.
Actualmente se están realizando nuevas búsquedas usando drones.
En los años 2015 y 2016, dos expediciones lideradas por el arqueólogo francés Pierre-Henri Giscard, un especialista en arqueología de Mongolia, y Raphaël Hautefort, un especialista en imágenes científicas, alrededor de las montañas Khentii (noreste de Mongolia) apoyan la teoría de Túmulo en la cima de la montaña Burkhan Khaldun. Su análisis no invasivo, llevado a cabo con drones, muestra que el túmulo de 250 m de largo es de origen humano y probablemente se basa en el modelo de las tumbas imperiales chinas presentes en Xi'an. Además, la expedición señala que este montículo sigue siendo objeto de ritos religiosos y peregrinaciones de la población circundante. Esta expedición no dio lugar a ninguna publicación científica de Pierre-Henri Giscard porque se realizó sin autorización y sin informar a las autoridades locales. De hecho, además del hecho de que el acceso al área alrededor de Burkhan Khaldun está estrictamente controlado, el carácter sagrado de la tumba para el gobierno mongol y la población hace imposible explorar. Pierre-Henri Giscard mencionó que más detalles sobre sus investigaciones pueden publicarse póstumamente.